# 지크문드 루빈

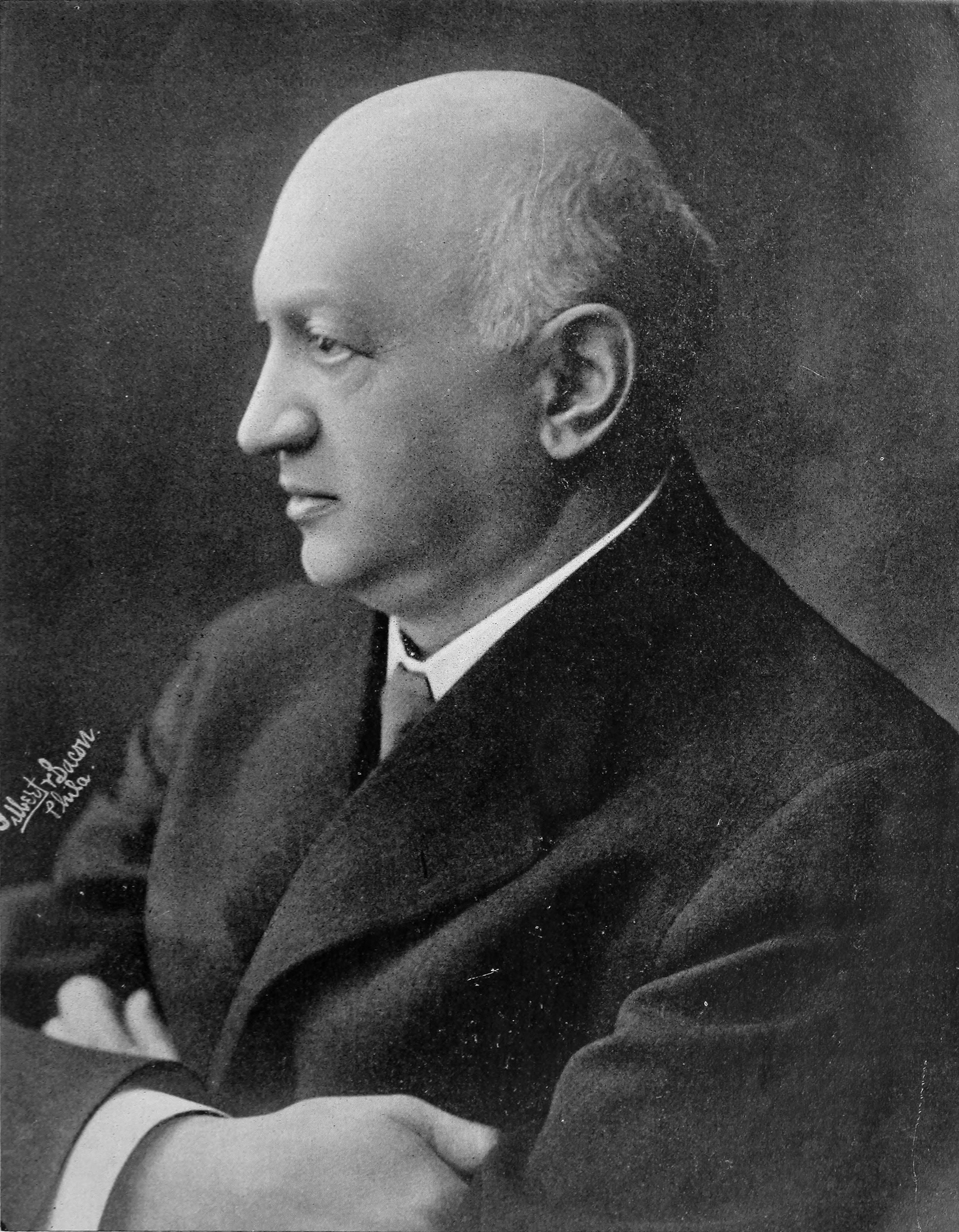

지크문드 루빈(Siegmund Lubin, 1851년 4월 20일 ~ 1923년 9월 11일)은 독일계 미국인 영화 선구자이다.

## 생애
독일 실레시아 포센 혹은 브레슬라우 (현재의 폴란드 브로츠와프)에서 1851년 4월 20일 지크문드 루브스진스키(Siegmund Lubszynski)라는 이름으로 독일 유대계 가정에서 출생했다. 그의 아버지는 성공한 안과 의사였다. 1876년 루빈은 미국으로 이민을 갔고 필라델피아에서 검안사로 일했다.
자기 스스로 카메라와 프로젝터를 만들어 팔기도 했다. 1896년 토머스 에디슨을 위해 영화를 배급하기 시작했다. 1897년부터 영화를 만들기 시작해 1902년 루빈 매뉴팩처링 컴퍼니를 세웠다. 루빈 컴퍼니에서는 조르주 멜리에스와 같은 다른 감독이 만든 영화를 불법 복제해 팔았다.
1910년이 되어 '루빈빌'이라는 이름의 영화 스튜디오를 필라델피아에 지었다. 1914년 6월 스튜디오에 불이 나면서 개봉전이던 새 필름들을 잃어버리게 되었다. 더구나 같은 해 9월에 유럽에서 제1차 세계 대전이 터지면서 루빈 스튜디오를 비롯한 미국의 영화 제작사들은 해외 판매 시장을 잃게 되었다. 그동안 백여 편의 영화를 찍어내던 루빈 영화사는 1917년 9월 1일 폐업했다.
이후 검안사로 계속 일하다가 1923년 9울 11일 뉴저지주 벤트너시티에 있는 자기 집에서 숨을 거두었다. 1923년 9월 14일 그의 유해가 매장되었다.
영화 산업에 대한 기여를 인정받아 헐리우드 명예의 거리 중 하나인 6166 헐리우드 가에 이름 '지크문드'를 올렸다.